# Heliotropium amplexicaule
Heliotropium amplexicaule é uma espécie de planta com flor pertencente à família Boraginaceae. 
A autoridade científica da espécie é Vahl, tendo sido publicada em Symbolae Botanicae, 3: 21. 1794.

## Portugal
Trata-se de uma espécie presente no território português, nomeadamente em Portugal Continental.
Em termos de naturalidade é desconhecido o estatuto.

## Protecção
Não se encontra protegida por legislação portuguesa ou da Comunidade Europeia.